# Thyna (délégation)
Thyna est une délégation tunisienne dépendant du gouvernorat de Sfax.
Créée le 25 septembre 2001, elle se divise en trois imadas : El Hajeb, Sidi Abid et Thyna.
En 2004, elle compte 45 647 habitants dont 23 794 hommes et 21 853 femmes répartis dans 10 239 ménages et 11 627 logements.